# Frank Kramer
Frank Louis Kramer (Evansville, Illinois, 15 de setembre de 1880 - South Orange, Nova Jersey, 8 d'octubre de 1958) fou un ciclista estatunidenc, professional des del 1898 fins al 1921. Va aconseguir guanyar durant setze anys seguits el Campionat nacional de Velocitat. El 1912 es proclamà Campió del món en velocitat. Es va retirar el 1922 amb 42 anys.

## Palmarès
- 1899
  -  Campió dels Estats Units de velocitat
- 1901
  -  Campió dels Estats Units de velocitat
- 1902
  -  Campió dels Estats Units de velocitat
- 1903
  -  Campió dels Estats Units de velocitat
- 1904
  -  Campió dels Estats Units de velocitat
- 1905
  -  Campió dels Estats Units de velocitat
  - 1r al Gran Premi de París
- 1906
  -  Campió dels Estats Units de velocitat
  - 1r al Gran Premi de París
- 1907
  -  Campió dels Estats Units de velocitat
- 1908
  -  Campió dels Estats Units de velocitat
  - 1r als Sis dies de Pittsburgh (amb Willy Fenn)
- 1909
  -  Campió dels Estats Units de velocitat
- 1910
  -  Campió dels Estats Units de velocitat
  - 1r als Sis dies de Newark (amb Willy Fenn)
  - 1r als Sis dies de Boston (amb Jim Moran)
- 1911
  -  Campió dels Estats Units de velocitat
- 1912
  -  Campió del Món de Velocitat
  -  Campió dels Estats Units de velocitat
- 1913
  -  Campió dels Estats Units de velocitat
- 1914
  -  Campió dels Estats Units de velocitat
- 1915
  -  Campió dels Estats Units de velocitat
- 1916
  -  Campió dels Estats Units de velocitat
- 1918
  -  Campió dels Estats Units de velocitat
- 1919
  -  Campió dels Estats Units de velocitat
- 1921
  -  Campió dels Estats Units de velocitat